# Léon Migaux
Léon Migaux (Gennevilliers, 15 octobre 1897 - Paris, 9 novembre 1974) était un géologue, et physicien français du XXe siècle, qui a développé le concept de "géophysique appliquée", permettant d'identifier le profil des gisements.

## Biographie
Issu d'une famille modeste, Léon Migaux, entre à Polytechnique en 1916 dont il sort major. Il en sort en 1920 dans le corps des Mines. Après un passage dans la Sarre et dans la Ruhr, il eut à superviser les recherches pétrolières poursuivies à cette époque par l'Office National des Combustibles Liquides dans le petit gisement de Gabian, dans l'arrondissement minéralogique de Montpellier.
Au Maroc, à l'initiative d'Eirik Labonne, secrétaire général du Protectorat, il organisa la création à Rabat du BRPM (Bureau de Recherches et de Participation Minières) à la fin de l’année 1928 et le dirigea jusqu’en octobre 1936. Il participa à la création de la Sacem en 1929 avec la Société Mokta El Hadid. René Vigier, lui succéda en novembre 1936.
Léon Migaux a présidé la Compagnie Générale de Géophysique-Veritas, fondée par l'un des frères Schlumberger (Conrad) en 1931.
Une rue porte son nom à Massy, ville qui accueille aujourd'hui le siège de l'entreprise Compagnie Générale de Géophysique-Veritas.